# Senza una donna
«Senza una donna» (pronunciación en italiano: /ˈsɛntsa una ˈdɔnna/; en español, «Sin una mujer») es una canción escrita e interpretada por el cantante y músico italiano Zucchero, incluida en su cuarto álbum Blue's (1987). Grabada originalmente en italiano, en 1990 fue grabada una nueva versión en inglés con el músico británico Paul Young. La letra en inglés fue aportada por Frank Musker y luego lanzada como sencillo bajo el título «Senza una donna (Without a Woman)». Zucchero también grabó una versión en español.
La versión en inglés de la canción alcanzó el número cuatro en la lista de sencillos del Reino Unido y el número dos tanto en listas de Alemania como en la de Francia. También encabezó las listas de Bélgica, Irlanda, Noruega, Quebec y Suecia, vendiendo más de cinco millones de copias a nivel mundial. También fue una de las canciones más famosas de Venezuela en 1991."Senza una donna" fue lanzado junto con dos videos musicales: uno para la versión en solitario (italiana) y otro para la versión a dúo (en inglés).

## Recepción crítica
Larry Flick de Billboard comentó que: "La estrella pop italo ha vendido más que Madonna y Michael Jackson en su tierra natal. En este dúo con Young, Zucchero hace su debut en Estados Unidos con una balada suave y rítmica que probablemente encontrará su audiencia inicial en la radio adulto comtemporánea, aunque la melodía es lo suficientemente encantadora como para cruzar al territorio del pop convencional". Un crítico de Liverpool Echo describió la canción como "elegante", destacando el "escenario maravillosamente atmosférico" del video musical, "que, en realidad, fue filmado en el salón de una iglesia en Chiswick".

## Listado de sencillos
- Sencillo de 7"

1. "Senza una donna (Without a Woman)"
2. "Madre dolcissima" de Zucchero

- Sencillo en CD

1. "Senza una donna (Without a Woman)" (7 pulgadas) — 4:26
2. "Dunes of Mercy" by Zucchero — 5:38

- maxi CD

1. "Senza una donna (Without a Woman)"
2. "Madre dolcissima" de Zucchero
3. "Dunes of Mercy" de Zucchero

## Rendimiento en listas

### Listas semanales
| Listas (1991–1992)                            | Posición más alta |
| --------------------------------------------- | ----------------- |
| Alemania (Offizielle Deutsche Charts)         | 2                 |
| Australia (ARIA)                              | 42                |
| Austria (Ö3 Austria Top 40)                   | 8                 |
| Bélgica (Flandes) (Ultratop 50)               | 1                 |
| Canadá (Canadian Hot 100)                     | 14                |
| Dinamarca (IFPI)                              | 3                 |
| Estados Unidos Adult Contemporary (Billboard) | 23                |
| Europa (European Hot 100 Singles)             | 1                 |
| Francia (SNEP)                                | 2                 |
| Irlanda (IRMA)                                | 2                 |
| Islandia (Íslenski Listinn Topp 40)           | 1                 |
| Italia (Musica e dischi)                      | 14                |
| Noruega (VG-lista)                            | 1                 |
| Países Bajos (Dutch Top 40)                   | 3                 |
| Países Bajos (Mega Single Top 100)            | 2                 |
| Quebec (BAnQ)                                 | 1                 |
| Reino Unido (UK Singles Chart)                | 4                 |
| Suecia (Sverigetopplistan)                    | 1                 |
| Suiza (Schweizer Hitparade)                   | 2                 |

### Listas de fin de año
| Lista (1991)                               | Posición |
| ------------------------------------------ | -------- |
| Alemania (Media Control)                   | 9        |
| Alemania (Media Control Airplay Hitparade) | 7        |
| Bélgica (Ultratop Flanders)                | 5        |
| Europa (European Hot 100 Singles)          | 6        |
| Europa (European Hot 100 Airplay)          | 5        |
| Francia (SNEP)                             | 9        |
| Noruega (VG-lista)                         | 10       |
| Países Bajos (Dutch Top 40)                | 926      |
| Países Bajos (Single Top 100)              | 21       |
| Reino Unido (OCC)                          | 59       |
| Suiza (Schweizer Hitparade)                | 4        |

### Listas de fin de década
| Lista (1990–1999)        | Posición |
| ------------------------ | -------- |
| Alemania (Media Control) | 120      |